# Villarquemado
Villarquemado és un municipi d'Aragó situat a la província de Terol i enquadrat a la comarca de la Comunitat de Terol. Està situat a 24 km de la capital, Terol. Té 904 habitants (2012) i té una extensió de 56,43 km². La seva densitat de població és de 16,66 hab / km².

## Orígens històrics[1]
Poc se sap dels orígens de Villarquemado. Segons la tradició popular, aquest resulta anterior a la dominació àrab, moment en el qual rebia el nom de Villahermosa de les Tres Torres. Popularment es creu que la denominació actual sorgeix després d'una invasió musulmana que va destruir la majoria d'edificacions de la localitat. El que sí que sabem és que la primera referència documental a l'existència de Villarquemado la trobem datada el 31 d'octubre de 1192 en un document pel qual Lope de Barea deixa a Santa María de Perales una herència en el llogaret de “Villar cremado”.
Fins a la seva dissolució, Villarquemado va pertànyer a la Comunitat de Llogarets de Terol, integrant-se en la sesma del Riu Cella. A partir d'aquest moment passa a pertànyer successivament en la sobrecullida de Montalbán (1488-1495), a la sendera de Montalbán (1646) i al "corregimiento" de Terol (1711-1833). En 1785 passa de ser considerada llogaret a lloc, rang que manté fins a 1834, any en el qual es constitueix com a Ajuntament, primer del partit judicial de "Albarracín" i, a partir de 1965 del de Terol. Altres nuclis urbans històrics del terme municipal de Villarquemado són els caserius de "El Apeadero", "Molino" i "Venta Pelada", tots ells de petita entitat i deshabitats en l'actualitat.